# Jan Kobyliński
Jan Kobyliński herbu Prus III – komornik ziemi bielskiej w 1693 roku.